# 岱明町高道
高道（たかみち）は、熊本県玉名市にある地区の一つである。玉名市中心部から南西部に当たる。境川の西岸に存在する。郵便番号は869-0202。

## 概要
高道は、山下・高道上・中・中島・大相・浜田・長保の7つの行政区に分かれる。字は山下、高道、浜田の３つ。東は滑石校区、西は鍋校区、北は大野校区、南は有明海に接している。なお、大相、長保地区は、近世以降の干拓地とされる。

### 人口
- 世帯数：1,256世帯
- 人口：3,463人
  - 平成23年3月31日現在

| 町丁目名   | 男性人口 | 女性人口 | 総数 | 世帯数 |
| ---------- | -------- | -------- | ---- | ------ |
| 岱明町山下 | 373      | 405      | 778  | 269    |
| 岱明町高道 | 776      | 894      | 1670 | 559    |
| 玉名市浜田 | 391      | 423      | 814  | 291    |

### 歴史
- 文化文政 - 救民開、四郷開。
- 1873年（明治6年） - 小学校建設（山下校、高道校、浜田校）。
- 1879年（明治12年） - 三校合併、高道前田に移転。
- 1887年（明治20年） - 長保開完成。
- 1889年（明治22年） - 高道村（1,481人）、山下村（419人）、浜田村（414人）が合併、高道村誕生。高道尋常小学校開校。
- 1909年（明治42年） - 高道尋常小学校、現在地へ移転。
- 1947年（昭和22年） - 高道村立高道小学校、高道中学校を併設。
- 1955年（昭和30年） - 近隣の大野村、睦合村、鍋村と合併し、岱明村の一部となる。
- 1959年（昭和34年） - 高道保育所改築
- 1961年（昭和36年） - 高道小学校校舎新増築
- 1984年（昭和59年）- 高道保育所改築落成
- 1996年（平成8年）- 高道小学校体育館落成

### 産業
- 海苔養殖
- イチゴ
- キンショウメロン
- 稲作
- あさり貝

## 交通
- 国道501号

## 校区
- 小学校…玉名市立高道小学校校区
- 中学校…玉名市立岱明中学校校区

## 施設
- 高道保育園[2]令和３年度に民営化。旧玉名市立高道保育所
- 玉名市立高道小学校
- 玉名市立岱明中学校
- 高道郵便局
- 玉名市商工会本所
- 玉名農業協同組合岱明総合支所
- 高道婦人会館
- 大正開漁港[3]　漁港番号4620010 第２種漁港　指定日：昭和27年5月7日

## 名所・旧跡・観光スポット・祭事・催事

### 名所
- 心ヶ字池…花しょうぶ園などもある。

### 旧跡
- 高道城
- 弁財天古墳

### 観光スポット
- 西家の蘇鉄
- 安養寺の蘇鉄

### 祭事
- 繁根木八幡宮秋季大祭　坂下郷の一つとして参加する。おおむね14年に一度、高道校区の区を輪番で祭りを行う。
- 浜田綿津見神社春季大祭　春と秋に開催され、春は「ダゴ投げ」、秋は「めし投げ」神事が行われる。
- 中区天満宮秋季大祭　地元神楽保存会による神楽が奉納され、中区の住民によるお祭りが行われる。
- 上区天満宮秋季大祭　子供神楽が奉納される。

### お寺・神社
- 安養寺　玉名市内でも古くからあるお寺。
- 専光寺　豪潮律師が生まれたお寺。
- 寿福寺

### 著名人
- 豪潮律師

## 隣接地区
- 滑石
- 鍋
- 大野